# Bromus tectorum
Bromus tectorum es una especie herbácea perenne perteneciente a la familia de las gramíneas (Poaceae). Su nombre común entre otros es espiguilla.

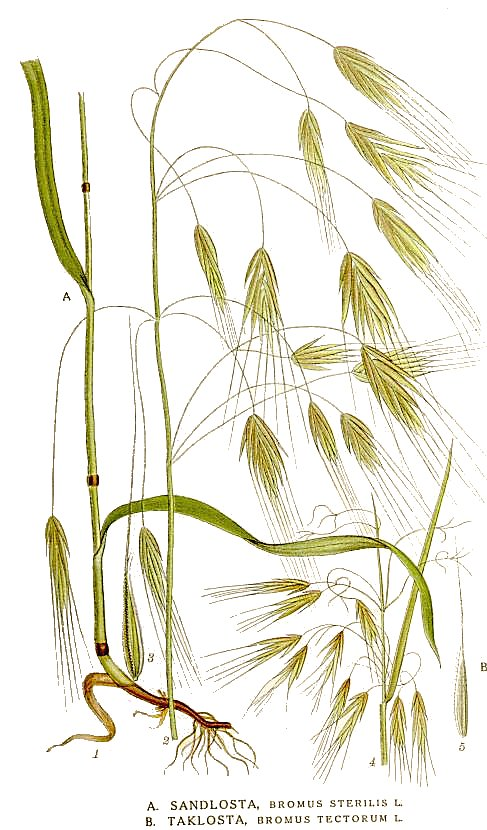
Ilustración

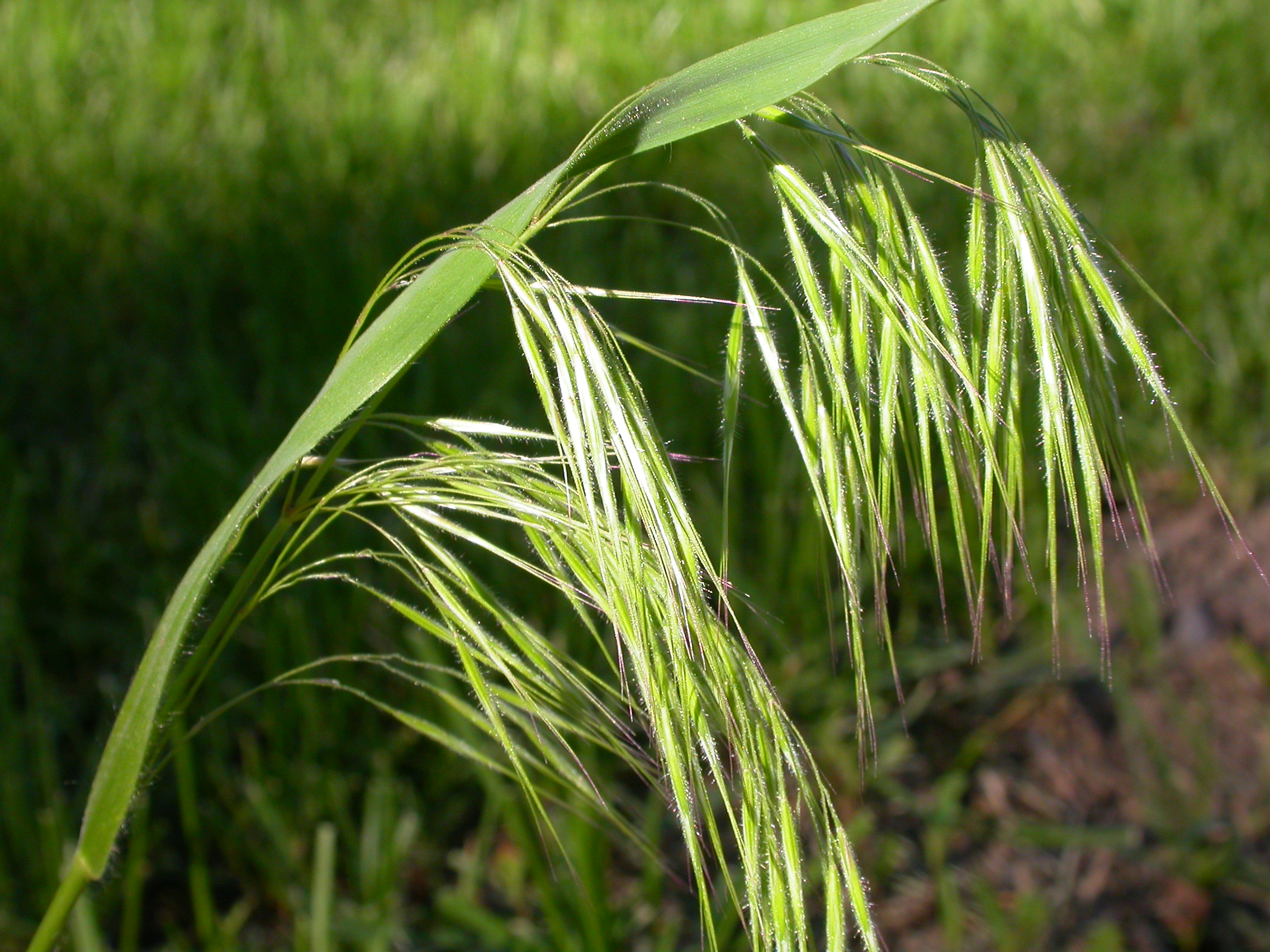
Espigas

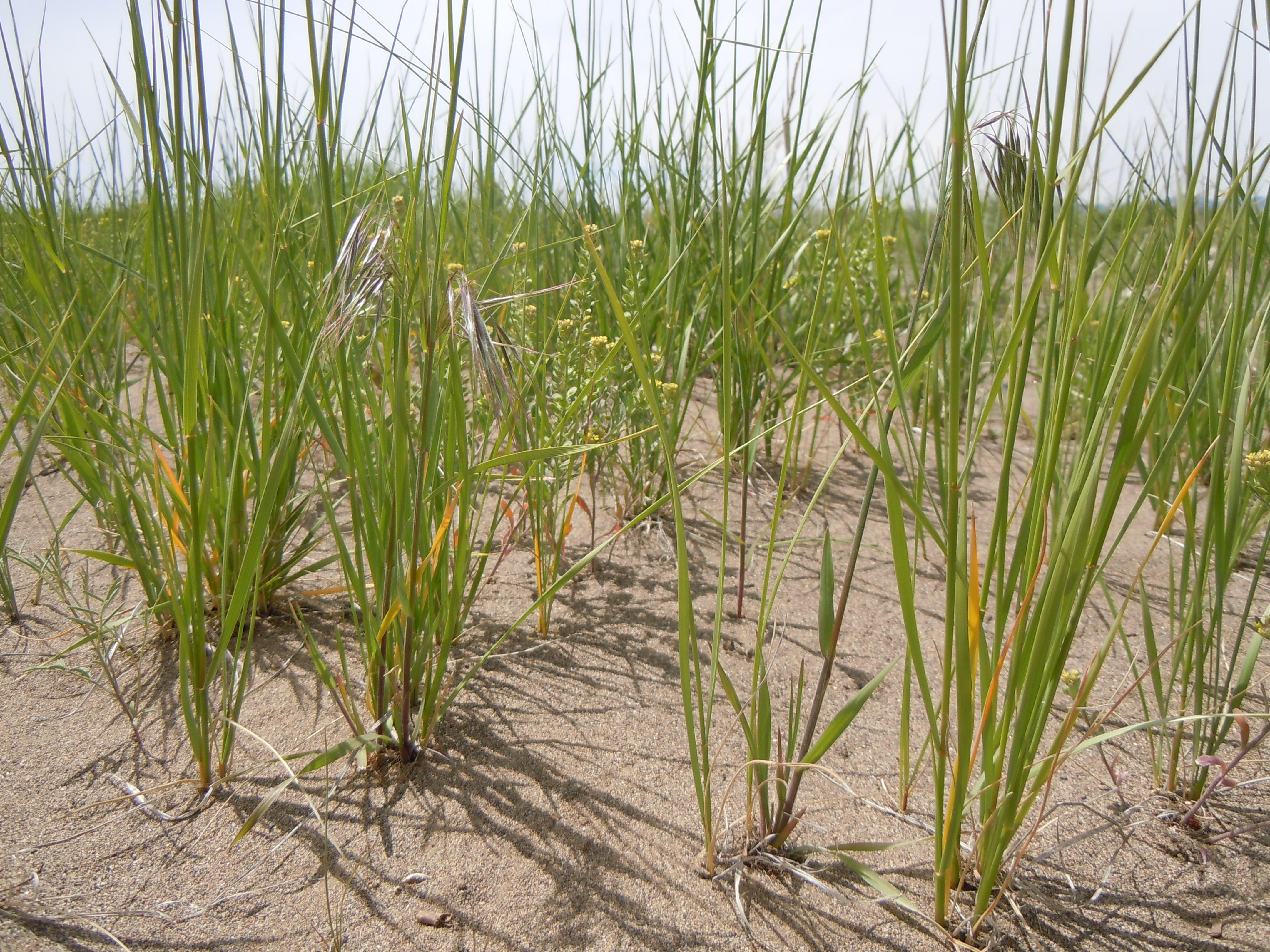
Vista de la planta en su hábitat

## Descripción
Bromus tectorum tiene tallos de hasta 50 cm de altura, erectos o ascendentes, generalmente con indumento retrorso debajo de la inflorescencia. Hojas con lígula de 2,5-4 mm, fimbriada, y limbo de hasta 14 x 0,5 cm, con margen ciliado; las inferiores con vaina de indumento doble, patente, de pelos cortos de c. 0,5 mm y otros largos de c. 2,5 mm. Panícula muy flexuosa, con espiguillas dispuestas unilateralmente; ramas verticiladas, mucho más largas que las espiguillas, flexuosas, con 1-3 espiguillas. Espiguillas de 20-27 mm, glabras, con 5-10 flores, en general patentes o péndulas. Flores superiores de cada espiguilla generalmente estériles. Glumas con margen y parte superior escariosas y nervios que no llegan al ápice, generalmente violáceas; la inferior de 6,5-10 mm, triangular-lanceolada, aguda; la superior de 10-14 x c. 2 mm, lanceolado-elíptica, generalmente emarginada. Lema de 17 x 2,7 mm, lanceolado-elíptica, emarginada, anchamente escariosa; arista de 10-1 5 mm, recta, inserta a 4 mm por debajo del ápice de la lema. Pálea de 10 x 0,2 mm, linear, muy ligeramente emarginada, con margen ciliado en los 2/3 superiores. Androceo con 3 estambres; anteras de 0,8 mm. Florece y fructifica de marzo a mayo.

## Distribución y hábitat
Se encuentra en los pastizales nitrófilos de zonas altas, donde es una especie frecuente. Se distribuye por Europa, Norte de África, Asia, Macaronesia (Canarias). En la península ibérica aparece en Zújar, Los Pedroches, Sierra Norte, Aracena, Subbética y Grazalema. 

## Taxonomía
Bromus tectorum fue descrita por Carlos Linneo y publicado en Species Plantarum 1: 77. 1753.
Etimología
Bromus: nombre genérico que deriva del griego bromos = (avena), o de broma = (alimento).
tectorum: epíteto latino que significa "de los tejados"
Citología
Número de cromosomas de Bromus tectorum (Fam. Gramineae) y táxones infraespecíficos: 2n=14
Sinonimia
- Anisantha pontica K.Koch
- Anisantha tectorum (L.) Nevski
- Anisantha tectorum var. hirsuta (Regel) Tzvelev
- Bromus abortiflorus St.-Amans
- Bromus australis R.Br.
- Bromus avenaceus Lam.
- Bromus dumetorum Lam.
- Bromus lateripronus St.-Lag.
- Bromus longipilus Kumm. & Sendtn.
- Bromus madritensis var. caucasica Hack.
- Bromus mairei Hack. ex Hand.-Mazz.
- Bromus mairei Sennen & Mauricio
- Bromus nutans St.-Lag.
- Bromus scabriflorus Opiz
- Bromus setaceus Buckley
- Bromus sterilis Láng ex Kumm. & Sendtn.
- Festuca tectorum Jess.
- Genea tectorum (L.) Dumort.
- Schedonorus tectorum (L.) Fr.
- Zerna mairei (Hack.) Henrard
- Zerna tectorum (L.) Panz.
- Zerna tectorum (L.) Panz. ex B.D. Jacks.
- Zerna tectorum (L.) Lindm.[6][7]

## Nombre común
- arabueyes, aragüeyes, espiguilla, espiguilla colgante, zaragüelles.[8]